# Paek Se Bong
Paek Se Bong (kor. 백세봉, ur. 1938) – północnokoreański polityk i generał pułkownik (kor. 상장) Koreańskiej Armii Ludowej. Uznawany za członka elity władzy KRLD.

## Kariera
Paek Se Bong urodził się w 1938 roku. Niewiele wiadomo na temat przebiegu kariery wojskowej i politycznej Paek Se Bonga przed 2003 rokiem, kiedy to we wrześniu został członkiem nieistniejącej Komisji Obrony Narodowej KRLD, uchodzącego za najważniejszy organ w systemie politycznym KRLD. Paek Se Bong zasiadał w Komisji do 29 czerwca 2016. Ponadto jest przewodniczącym Drugiego Komitetu Ekonomicznego (poprzednik: Kim Ch’ŏl Man), organu koordynującego całokształt spraw związanych z pracą i zmianami w przemyśle wojskowym KRLD.
Deputowany Najwyższego Zgromadzenia Ludowego KRLD, parlamentu KRLD, począwszy od XI kadencji (tj. od września 2003 roku do dziś). Na mocy postanowień 3. Konferencji Partii Pracy Korei 28 września 2010 roku został członkiem Komitetu Centralnego PPK.
Po śmierci Kim Dzong Ila w grudniu 2011 roku, Paek Se Bong znalazł się na wysokim, 37. miejscu w 233-osobowym Komitecie Żałobnym. Świadczyło to o formalnej i faktycznej przynależności Paek Se Bong do grona kierownictwa politycznego Koreańskiej Republiki Ludowo-Demokratycznej. Według specjalistów, miejsca na listach tego typu określały rangę polityka w hierarchii aparatu władzy.

## Odznaczenia
Kawaler Orderu Kim Dzong Ila (luty 2012).